# 물뱀자리 알파
물뱀자리 알파는 물뱀자리 방향으로 지구에서 약 71광년 떨어져 있는 항성이다. 비공식적으로 물뱀의 머리로 불리기도 한다. 사람들이 종종 이 별을 바다뱀자리의 알파별 알파드와 혼동하는 경우가 있다. 에리다누스자리의 알파별 아케르나르와 가까운 곳에 있으므로 쌍안경으로 관측할 때 시야에 함께 들어온다.
물뱀자리 알파는 중심핵 부분의 수소를 거의 다 태운 상태의 준거성으로, 거성 단계로 진입하기 직전에 있다. 자전 속도는 초속 155킬로미터로 지구 시간으로 하루 남짓이면 한 바퀴 돈다. 이 별의 중원소 함량은 태양의 두 배가 채 못 되지만 중원소 물질별로 함량에 큰 차이를 보이는데, 예를 들어 황의 경우 태양의 12퍼센트에 불과하지만 산소는 네 배 많다.
기원전 2900년 경 이 항성은 남극성이었다.

## 참고 문헌
1. 1 2 3 4 5 6  “NLTT 6670 -- High proper-motion Star”. SIMBAD. 2009년 5월 4일에 확인함.
2. 1 2 3 4 5  “ALPHA HYI (Alpha Hydri)”. Jim Kaler-Stars. 2009년 5월 4일에 확인함.[깨진 링크(과거 내용 찾기)]
3. ↑  “a Hydri”. .dibonsmith.com. 2009년 5월 4일에 확인함.